# تپه معین‌آباد
تپه معین آباد مربوط به هزاره ۵و ۴ قبل از میلاد است و در شهرستان ورامین، بخش پیشوا، دهستان عسگریه، ۸۰۰م شرق روستای معین آباد واقع شده و این اثر در تاریخ ۲۷ آبان ۱۳۸۶ با شمارهٔ ثبت ۲۰۲۶۵ به‌عنوان یکی از آثار ملی ایران به ثبت رسیده است.